# Echinoclathria vasa
Echinoclathria vasa är en svampdjursart som beskrevs av Lehnert, Stone och Heimler 2006. Echinoclathria vasa ingår i släktet Echinoclathria och familjen Microcionidae. Inga underarter finns listade i Catalogue of Life.